# Hornstedtia rubrolutea
Hornstedtia rubrolutea är en enhjärtbladig växtart som beskrevs av Henry Nicholas Ridley. Hornstedtia rubrolutea ingår i släktet Hornstedtia och familjen Zingiberaceae. Inga underarter finns listade i Catalogue of Life.